# Ense (gmina)
Ense – miejscowość i gmina w zachodnich Niemczech, w kraju związkowym Nadrenia Północna-Westfalia, w rejencji Arnsberg, w powiecie Soest.

## Współpraca
Miejscowość partnerska:
- Burkardroth, Bawaria